# Palazzo dei Papi
Il Palazzo dei Papi (in francese: Palais des Papes) di Avignone, in Francia è uno dei più grandi e importanti edifici gotici medievali in Europa.
Dal 1840 è monumento storico di Francia e dal 1995 patrimonio mondiale dell'umanità.
Il palazzo venne costruito per volontà papale tra il 1335 e il 1364 sul naturale affioramento roccioso all'estremità nord-orientale della città, dominante il fiume Rodano. Al momento del suo completamento, occupava una superficie di 2,6 acri (11000 m²). L'edificio era destinato ad ospitare la corte e l'amministrazione papale, in sostituzione dell'antico Palazzo del Laterano. Fu incredibilmente costoso, tanto da consumare gran parte delle entrate del Papato durante la sua costruzione.

## Storia della costruzione
Nel XIII secolo, prima dell'arrivo dei papi ad Avignone, il Rocher des Doms, lo sperone di roccia sul quale è costruito il palazzo, ospitava mulini a vento ed alcuni edifici abitativi, fra i quali quello del Podestà, il primo magistrato della città, e quello del vescovo. Vi era anche la chiesa di Notre-Dame-des-Doms, non ancora elevata al rango di cattedrale.
Avignone divenne residenza dei papi nel 1309, mentre questi fuggivano dal caos violento di Roma.
Nel 1305 Bertrand de Got, arcivescovo di Bordeaux, diventa papa all'età di quarant'anni. Eletto a Perugia il 24 luglio, viene consacrato a Lione il 15 novembre come Clemente V. Non volendo trasferirsi in una Roma dilaniata dallo scontro fra Guelfi e Ghibellini, il papa si spostò diverse volte nel regno di Francia e nella Guienna inglese prima di arrivare ad Avignone il 9 marzo 1309. La scelta di Avignone era dettata dal fatto che fosse terra pontificia: possedimento del conte di Provenza, re di Napoli e vassallo dello Stato Pontificio. Clemente V era stato eletto grazie all'appoggio del re di Francia Filippo il Bello e dietro la raccomandazione del re, Avignone divenne la sede ufficiale di parte del Collegio cardinalizio. Il papa alloggiava in città nel convento dei padri domenicani predicatori fuori dalle mura, ma preferiva le residenze di Carpentras, Malaucène e Monteux.
Clemente morì il 20 aprile 1314 a Roquemaure fra atroci sofferenze, che la tradizione popolare attribuisce alla maledizione di Jacques de Molay, il gran maestro dei Templari alla cui caduta il papa aveva contribuito.

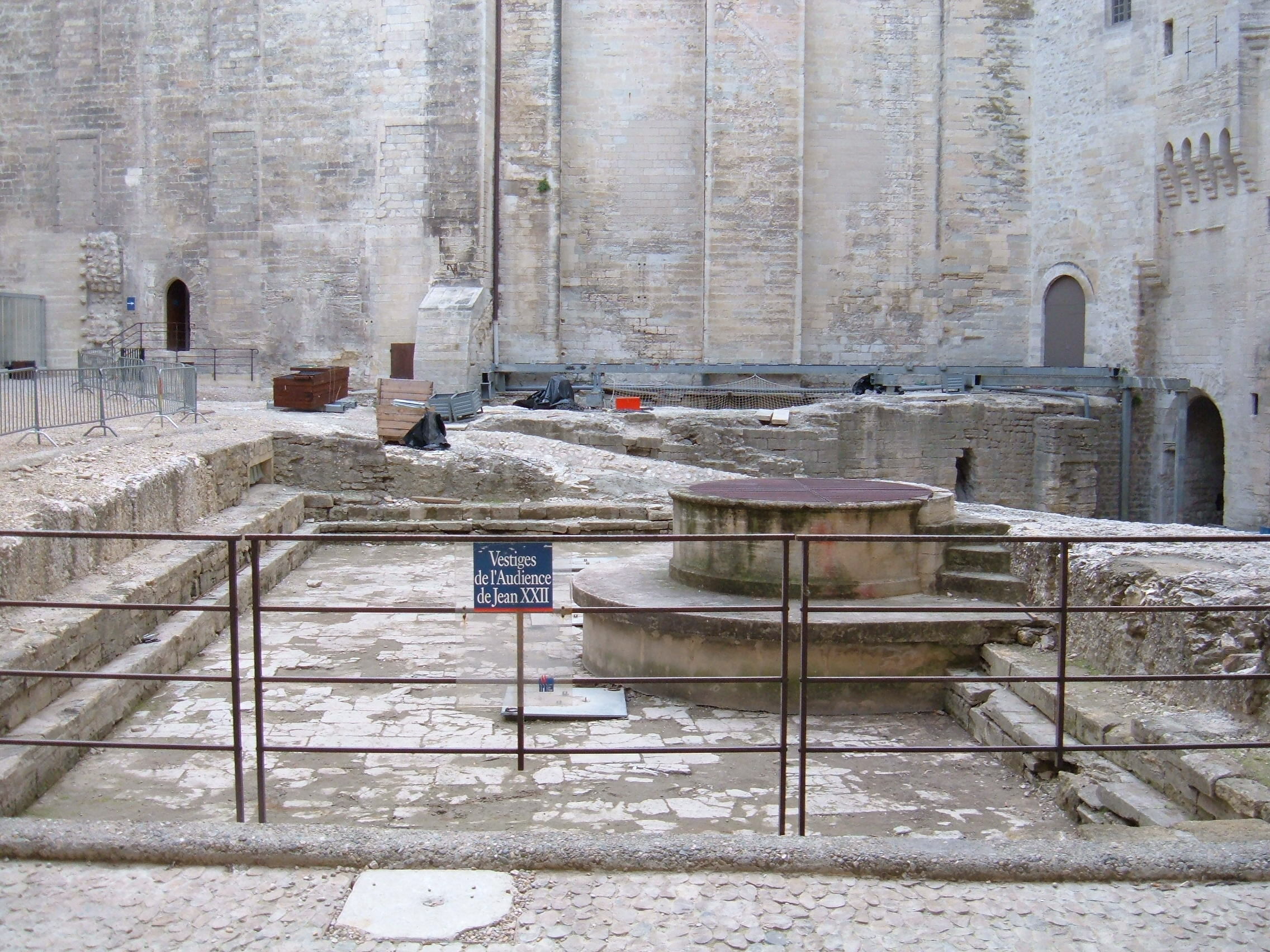
Resti della sala delle udienze di Giovanni XXII, uniche vestigia del primo palazzo.

Alla morte di Clemente V e dopo una difficile elezione a Lione il 7 agosto 1316, Jacques Duèze a 72 anni era considerato un papa di transizione. Il nuovo papa espresse il desiderio di spostare il papato nella città della quale era stato vescovo sin dal 18 marzo 1310, che era anche all'incrocio delle grandi vie di comunicazione del mondo occidentale grazie al suo fiume e al ponte che lo attraversava.
Una volta incoronato papa col nome di Giovanni XXII il 5 settembre, Duèze raggiunse Avignone con la sua corte per via fluviale. Prese residenza nel convento dei padri predicatori, prima di installarsi nel suo vecchio palazzo episcopale, che occupava il sito dell'attuale palazzo dei Papi. Da subito fece adattare l'edificio alla sua nuova carica: venne incaricato di questa bisogna l'arcivescovo Gasbert de Valle (o Gasbert de la Val), vicario generale. Armand de Via, suo nipote vescovo di Avignone, venne quindi espulso dall'episcopato e comprò un terreno nelle vicinanze per far costruire la sua nuova residenza vescovile (oggi il Musée du Petit Palais); nel cambio, de Via ottenne la porpora cardinalizia.
I primi lavori vennero affidati a Guillaume Gérault, detto "di Cucuron". Le stanze papali erano nell'ala ovest, così come lo studium e gli appartamenti dei suoi collaboratori più prossimi. Il lato nord, sul lato sud di Notre-Dame-des-Doms, era costituito dalla chiesa di santo Stefano, poi trasformata nella cappella pontificia dedicata a Santa Maddalena. Ad est vennero installati gli alloggi dei "cardinali nipoti" ed i servizi della Curia romana. A sud venne costruito da Guillaume di Cucuron un edificio per le udienze; iniziato nel marzo 1321, venne terminato nel dicembre 1322.
Il 4 dicembre 1334, Giovanni XXII morì all'età di 90 anni. Gli succedette Jacques Fournier, il cardinale bianco, col nome di Benedetto XII e venne incoronato dal cardinale Napoleone Orsini l'8 gennaio 1335.

### Il Palazzo Vecchio
Il nuovo papa decise rapidamente di modificare ed ingrandire l'ex palazzo episcopale nel quale risiedeva. L'austero Benedetto fece radere al suolo il vecchio palazzo episcopale e lo fece rimpiazzare con un edificio molto più grande, incentrato su un chiostro, pesantemente fortificato contro gli attaccanti. Seguendo i piani dell'architetto Pierre Obreri, fece elevare la parte settentrionale del palazzo che terminava sulla torre del Trouillas.
Nella primavera del 1335 giunse l'architetto Pierre Poisson di Mirepoix per realizzare il progetto di papa Benedetto XII. Il palazzo venne costruito in due fasi principali, con due distinti segmenti, noti come il Palais Vieux (Palazzo Vecchio) e il Palais Neuf (Palazzo Nuovo).
Il 6 luglio 1335 arrivarono ad Avignone dei messi da Roma, ai quali Benedetto promise di tornare sulle rive del Tevere. Non precisò una data per il ritorno, tanto più che la rivolta a Bologna contro il cardinale Bertrando del Poggetto e le proteste dei cardinali lo distolsero dal progetto; nel luglio 1337 comunicò la decisione di restare ad Avignone. Durante i lavori, il papa trascorreva le estati nel palazzo di Sorgues, dove il 5 settembre 1335 arrivò il leone siciliano ordinato da Benedetto a guardia della residenza.
Il palazzo fatto costruire sul vecchio palazzo episcopale era molto più grande, incentrato su un chiostro e pesantemente fortificato contro gli attaccanti. Le sue quattro ali sono fiancheggiate da alte torri.
Questo edificio, poi conosciuto come Palazzo Vecchio, venne consacrato il 23 giugno 1336 dal cameriere Gasbert de Valle. All'interno della torre del Papa (o magna turris, turris thesaurarie o anche torre degli angeli) venne installata la Biblioteca Pontificia ed il tesoro papale. La Biblioteca, durante il pontificato di Benedetto XII, comprendeva quattro sezioni: teologia, diritto canonico, diritto civile e medicina.
Nel marzo 1337 si iniziarono i lavori per la costruzione degli appartamenti del pontefice e, a novembre, la costruzione della grande ala e dell'ala di mezzogiorno. I conti della Reverenda Camera Apostolica rivelavano nel mese di maggio dello stesso anno che il cantiere impiegava 800 operai.
A luglio 1338 era terminata la torre delle Latrine e la piccola torre Benedetto XII; a settembre, gli appartamenti del papa erano pronti e vennero affrescati da Hugo, un pittore che "seguiva la corte romana", e da Jean Dalban. A dicembre iniziava la costruzione del chiostro, poi terminato nel mese di marzo 1339. Ad agosto 1339 si iniziavano ad edificare la torre della Campana (o de la Campane) e l'ala dei familiari, mentre nell'ultimo semestre dell'anno venivano terminati i lavori della cucina e delle dipendenze.
La decorazione del chiostro veniva realizzata all'inizio del 1340 e a giugno l'ala dei familiari era anch'essa terminata; vi vennero ospitati imperatori, re, principi e duchi in visita. La torre della Campana, terminata a dicembre, era destinata ai mercanti a seguito della corte, con il piano inferiore adibito a deposito per le mercanzie. Nel mese di agosto 1341, si cominciò ad edificare la torre del Trouillas ("della pressa").
Il cardinale Stefaneschi, mecene illuminato, invitò Simone Martini, considerato come il capofila della Scuola senese, che si trasferì con sua moglie Giovanna e suo fratello Donato. Il cardinale ne approfittò per fargli realizzare gli affreschi del portico di Notre-Dame-des-Doms. Martini iniziò i lavori nel 1336 per terminarli sette anni più tardi.

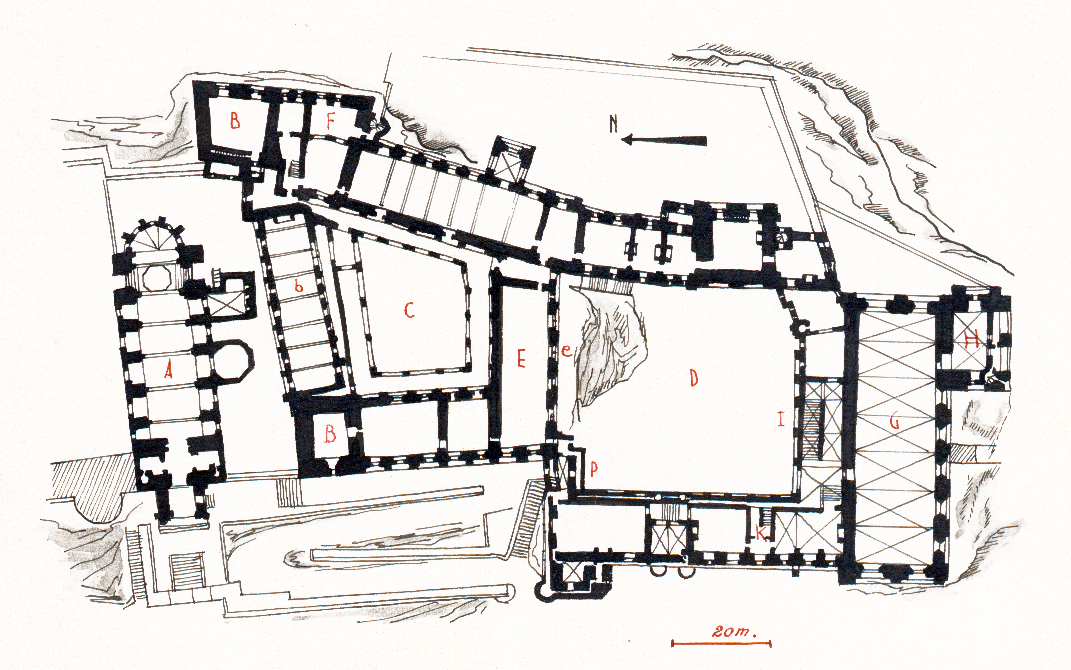
Mappa del palazzo dei Papi di Avignone
A - chiesa Notre-Dame des Doms, nella sua forma originaria, prima dell'aggiunta delle cappelle
B e H - torri
b - corpo principale abitativo, sovrastante la sala dei festini
C - cortile del chiostro
D - cortile d'onore
e - piombatoie di difesa E
G - grande sala a volte adibita a cappella
I - scalinata d'onore che serve la cappella e gli appartamenti del corpo principale ad occidente e a levante
K - scala che serve un corridoio di servizio lungo le stanza dell'ala occidentale e che comunica con le difese superiori attraverso
L - sbocca sopra la postierla P e che collega l'ala occidentale con l'alloggio E
F - le grandi cucine (1º piano)

### Il Palazzo Nuovo
Sotto i papi Clemente VI, Innocenzo VI e Urbano V, l'edificio venne ampliato, a formare quello che oggi è noto come Palazzo Nuovo. Jean de Louvres venne incaricato da Clemente VI di costruire una nuova torre e gli edifici adiacenti, compresa una Cappella Grande, lunga 52 metri, che servisse come luogo per gli atti di adorazione papale. Nell'estate 1342, l'architetto aprì un nuovo cantiere, erigendo la torre delle Cucine e la torre del Guardaroba, terminate nel maggio 1343. Ma fu il 4 marzo 1345 che iniziarono i lavori del Palazzo Nuovo (Opus Novum), la cui torre Trouillas venne completata nel marzo 1346. Alla fine dei lavori, il 21 ottobre 1351, la superficie totale del palazzo dei Papi era di 6 400 m². La nuova facciata, che dà al palazzo il suo aspetto definitivo, porta lo stemma dei Roger, fatto inserire da Clemente. Il papa fece anche sontuosamente decorare l'interno dell'edificio con gli affreschi di Matteo Giovannetti, pittore giottesco di Viterbo, e realizzare arazzi, dipinti, sculture e soffitti in legno. Giovannetti, che era stato allievo del grande Simone Martini ormai anziano, diresse squadre di pittori venuti da tutta Europa per realizzare l'opera.
Iniziò a decorare la cappella dedicata a San Marziale il 13 ottobre 1344, terminandola il 1º settembre 1345. Passò poi, dal 9 gennaio al 24 settembre 1345, all'oratorio di San Michele e nel novembre dello stesso anno si dedicò agli affreschi del Grande Tinello, poi distrutti da un incendio nell'aprile 1346. Nel 1347, lavorò nella sala del Concistoro e poi nella cappella San Giovanni.
Il 9 giugno 1348, Clemente VI comprò la città di Avignone alla regina Giovanna per la somma di 80 000 fiorini; la città divenne allora indipendente dalla Provenza e proprietà pontificia a tutti gli effetti, come il Contado Venassino.
Alla morte di Clemente VI nel dicembre 1352, le finanze papali erano disastrate. Questo fu uno dei principali motivi per il quale i successori di Clemente non intrapresero che lavori minori nel palazzo..
Matteo Giovannetti riprese i lavori nel 1352. Un documento del 12 novembre di quell'anno menziona gli "affreschi dei Profeti" della Grande Sala dell'Udienza, le uniche pitture fatte realizzare sotto il pontificato di Innocenzo VI. Un anno dopo, altre due torri vennero costruite: la torre san Lorenzo e la tour de Gache.
Poco dopo, nel 1354, un incendio divampò nella torre Trouillas, ma i lavori continuarono nella torre san Lorenzo, la cui costruzione terminò solo nel 1356. Innocenzo era afflitto dalla gotta, per cui fece edificare nel 1357 un piccolo ponte coperto per rendersi meglio dal Piccolo Tinello alla sacristia nord. Questo ponte venne poi distrutto nel 1811.
Innocenzo morì il 12 settembre 1362 e venne sepolto nella chiesa certosina di Villeneuve-lès-Avignon; il suo successore fu papa Urbano V.
È proprio nella cappella del Palazzo Vecchio che Guillaume de Grimoard venne incoronato papa da Étienne-Audouin Aubert, cardinale di Ostia e nipote del defunto pontefice. Al suo arrivo al palazzo, Urbano V pare abbia dichiarato di non disporre di un giardino per coltivare un orto a palazzo. Di conseguenza, durante il suo pontificato vennero intrapresi costosi lavori di estensione dei giardini. Di fatto, il giardino che affianca il lato orientale del palazzo, porta sempre il nome di "Orto Urbano V".
Oltre ai giardini, Urbano V completò anche il cortile principale (noto come Court d'Honneur) con ulteriori edifici a racchiuderlo. Fece edificare dall'architetto Bertrand Nogayrol, la Roma, una lunga galleria ad un piano, perpendicolare alla torre degli Angeli. Fu finita di costruire nel 1363, data che segna anche la fine dei lavori nel Palazzo Nuovo. La Roma venne decorata da Giovannetti con pitture sulla vita di san Benedetto; i lavori dell'artista si svolsero dal 31 dicembre 1365 ad aprile 1367. Quest'opera è stata poi distrutta dal genio militare nel 1837.

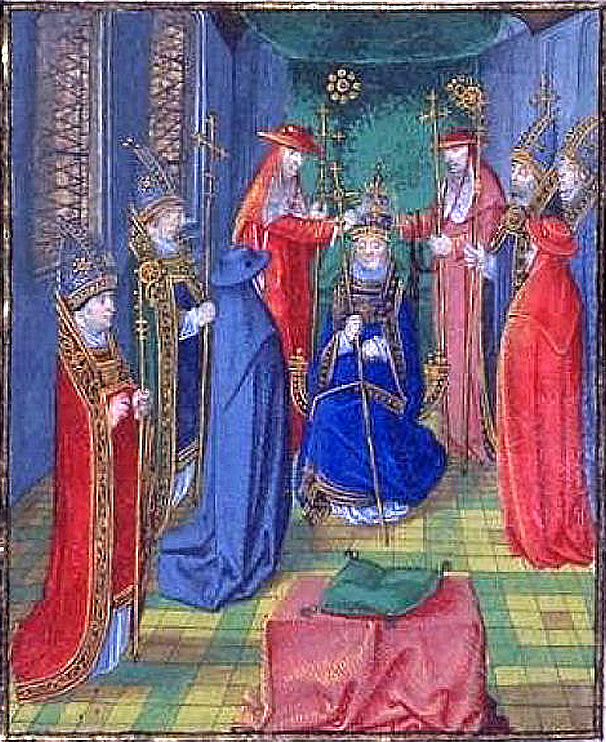
Benedetto XIII, antipapa, incoronato dai cardinali di San Marziale e Neufchâtel (Chroniques de Froissart, FR 2646, f° 190 - Bibliothèque nationale)

Con Gregorio XI, i papi lasciarono Avignone nel 1377, per tornare a Roma, ma ciò portò ad un nuovo scisma durante il quale gli antipapi Clemente VII e Benedetto XIII fecero di Avignone la loro sede (fino al 1408).
L'anno dopo l'arrivo a Roma, Gregorio XI decedette ed il nuovo conclave elesse Urbano VI, ma i cardinali rapidamente lo destituirono per via delle pressioni dell'aristocrazia romana durante l'elezione e i difficili rapporti col neo-pontefice, eleggendo al suo posto Clemente VII. Clemente tornò ad Avignone, nel Palazzo dei Papi, mentre Urbano rifiutò di rinunciare al trono di San Pietro e rimase a Roma: era nato il Grande Scisma d'Occidente.

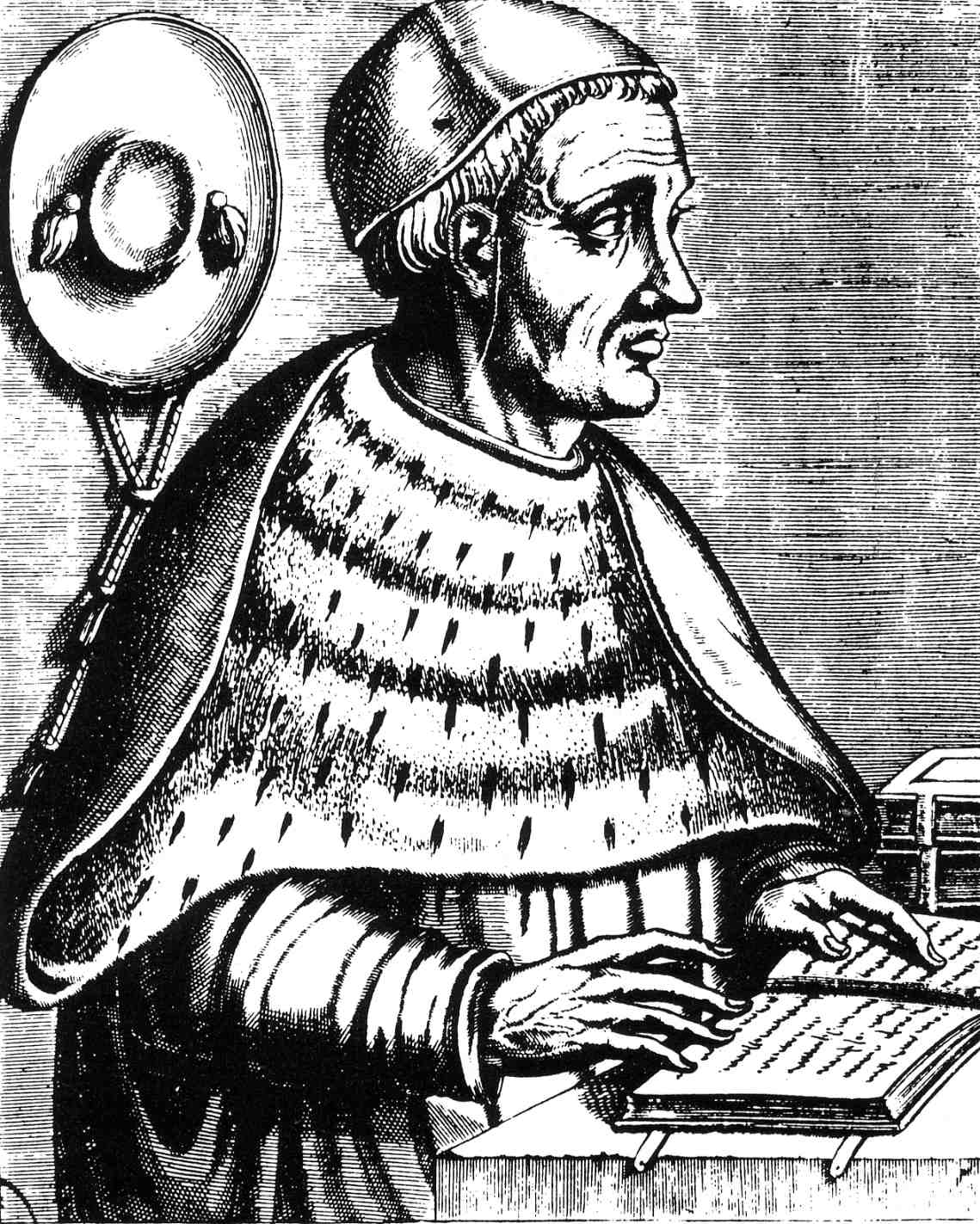
Il cardinale Pierre d'Ailly, primo legato d'Avignone

### Il Palazzo sotto assedio
Il successore di Clemente VII fu Benedetto XIII, eletto il 28 settembre 1394 anche a causa della sua promessa di dimettersi, se necessario, per mettere fine al Grande Scisma. Una volta eletto, Benedetto rinnegò la promessa fatta, perdendo parte del sostegno francese del quale godeva nel luglio 1398. Il pontefice si rinchiuse nel palazzo, per resistere all'assedio di Geoffroy Boucicaut Le Meingre, nel mese di settembre. Vennero sparate cannonate sul Palazzo, dove il pontefice resistette per tutto l'inverno, malgrado le morti per le ferite o per malattia fra il suo seguito.
La cucina del Gran Tinello fu, durante l'assedio del 1398, testimone di un'intrusione degli uomini di Boucicaut e di Raimondo di Turenna, nipote di Gregorio XI: una volta penetrati nella cinta muraria risalendo la Durançole e gli scarichi delle cucine, i soldati percorsero una scala che li portò nella cucina alta, ma vennero respinti da un gruppo di fedeli a Benedetto XIII, che gettarono loro delle pietre che si erano staccate dalla canna fumaria e delle fascine infiammate.
Dopo mesi di intensi combattimenti, nell'aprile 1399, tutte le entrate del Palazzo vennero messe sotto sorveglianza, onde impedire a chiunque di uscire. Nel dicembre 1403, per facilitare la difesa del Palazzo, tutte le case situate fra il grande e il piccolo palazzo vennero rase al suolo, creando l'ampia spianata antistante, mentre grandi mura vennero edificate sul Rocher des Doms, di fianco alla cattedrale. Il papa riuscì a fuggire il 12 marzo 1403, dopo 4 anni di assedio che videro anche la città bombardata.
Benedetto non mise più piede ad Avignone, ma i suoi nipoti Antonio de Luna, con la carica di rettore del Contado Venassino, e Rodrigo de Luna si installarono nel Palazzo con la loro guardia catalana. Martedì 27 gennaio 1405, all'ora dei vesperi, crollò il campanile piramidale di Notre-Dame des Doms, trascinando con sé l'antico battistero dedicato a san Giovanni. I catalani vennero accusati della distruzione, ma loro ne approfittarono per creare una piattaforma sulle rovine per installarvi l'artiglieria.
Confrontato alla deposizione di suo zio da parte del concilio di Pisa, nel 1409, Rodrigo de Luna (che era succeduto in quanto rettore al fratello) decise di raggruppare le sue forze all'interno del Palazzo, continuando a fortificare il Rocher des Doms contro eventuali nemici. Il secondo assedio al Palazzo dei Papi, chiamato dalle cronache coeve "guerra dei catalani", durò 17 mesi. Infine, il 2 novembre 1411, i catalani di Rodrigo de Luna, affamati e senza la possibilità di ricevere aiuti dall'esterno, si arresero al cameriere François de Conzié.

### Il Palazzo dopo i papi
Sotto il comando di François de Conzié, nominato per l'occasione dall'antipapa Giovanni XXIII governatore d'Avignone nel 1411, il Palazzo venne ristrutturato, anche in vista del trasferimento in città dell'antipapa.
I lavori accusarono una battuta d'arresto dopo il 7 maggio 1413, quando un incendio distrusse la volta celeste ed altri affreschi che decoravano il Gran Tinello, refettorio del Palazzo.
Grazie a diverse tassazioni autorizzate da Giovanni XXIII, fra cui l'imposta sulla crociata contro Ladislao I di Napoli, il tetto venne rimesso a nuovo da Guillaume Fournier e Guillaume André, artigiani tegolieri di Châteauneuf-Calcernier, che fornirono 25 000 tegole per il giorno di San Michele, pagate 6,5 fiorini ogni mille.
François de Conzié ne approfittò anche per far restaurare gli edifici danneggiati durante la "guerra dei catalani", fra i quali il ponte d'Avignone, la cattedrale e le mura.
Il governatore de Conzié ricevette nel dicembre 1415 l'imperatore del Sacro Romano Impero Sigismondo I, che ripartì dopo aver trascorso le feste di Natale nella città dei papi il 13 febbraio 1416, portando con sé una riproduzione del palazzo dei Papi che aveva richiesto al governatore. Questa scultura era stata realizzata dall'architetto Jean Laurent e dal pittore maestro Bertrand, pagati la somma di 50 fiorini.
Nel 1418, l’elezione di Martino V al concilio di Costanza mise un termine al Grande Scisma d'Occidente; il nuovo pontefice nominò Pierre d'Ailly legato papale ad Avignone, che morì due anni dopo e non venne sostituito, per cui François de Conzié governò solo fino a quando passò a migliore vita, il 31 dicembre 1431.

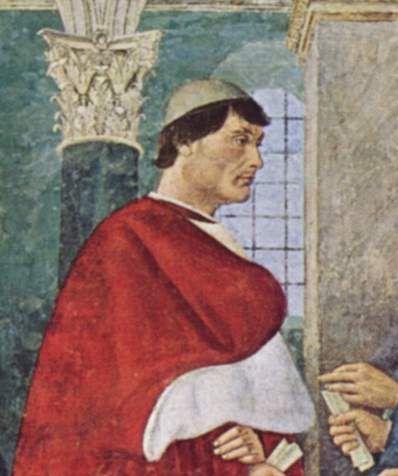
Il legato Giuliano Della Rovere, futuro Giulio II

In seguito, Avignone venne governata dai legati pontifici, una carica importante per i poteri ad essa legati. Dopo uno scontro fra il papa Eugenio IV ed il concilio di Basilea proprio per la nomina del legato, venne nominato Pietro di Foix, che dovette arrivare alla testa di un distaccamento militare per sedare la rivolta degli avignonesi ed installarsi nel Palazzo dei Papi. I suoi poteri vennero incrementati quando una bolla papale gli assegnò, il 24 novembre 1433, giurisdizione su tutti i paesi di lingua d'oc. Il cardinale di Foix si dimostrò un buon amministratore, circondato da una ricca corte. Alla sua morte, Luigi XI re di Francia, fece nominare da Sisto IV Carlo di Borbone arcivescovo di Lione, sperando di farne legato ad Avignone. Il 21 febbraio 1476, Carlo II venne però revocato nel suo ruolo ed il papa nominò invece legato suo nipote, Giuliano Della Rovere, per il quale aveva elevato Avignone al rango di arcivescovato.
Il futuro Giulio II creò nel 1476 il Collège du Roure e rivedette nel 1481 gli statuti comunali. Il cardinale si era a opposto al papa Alessandro VI nel 1494, ma ricevette Cesare Borgia, il figlio del papa, con grande magnificenza nel Palazzo di Avignone un anno dopo. Nel 1516, anni dopo essere stato eletto papa nel novembre 1503,, ordinò un restauro del Palazzo, il primo dalla partenza di papi ed antipapi.
I successivi lavori nel Palazzo dei Papi furono eseguiti dal legato François-Guilhem de Clermont-Lodève (1503-1541), su richiesta del papa Leone X. Vennero restaurate le cappelle di Benedetto XI e Clemente VI nel 1516 e vennero edificati, due anni dopo, la sala della Miranda. Ospitò inoltre numerose volte il re Francesco I nel Palazzo e lì discussero delle modalità del matrimonio fra Caterina de' Medici ed il futuro Enrico II. Fu dopo le sue prime visite che Francesco I fece pubblicare le lettere patenti che facevano degli avignonesi sudditi del re di Francia.
Anche se il Palazzo rimase sotto controllo papale dal 1433 (assieme alla città e al Contado Venassino) e per oltre 350 anni a seguire, si deteriorò gradualmente, nonostante un restauro nel 1516. Quando nel 1789 scoppiò la rivoluzione francese, era già in cattivo stato quando venne preso e saccheggiato dalle forze rivoluzionarie. Nel 1791 divenne teatro di un massacro di contro-rivoluzionari, i cui corpi vennero gettati nella Torre delle Latrine (Tour des Latrines) del Palazzo Vecchio.
Il Palazzo venne in seguito preso in carico dallo Stato napoleonico, per essere utilizzato come caserma militare e prigione. Anche se fu ulteriormente danneggiato dall'occupazione militare, in particolare durante l'anticlericale Terza Repubblica, quando la restante falegnameria interna venne spazzata via per poter usare la struttura come stalla – gli affreschi vennero coperti e in gran parte distrutti – ciò ironicamente assicurò il nocciolo della sopravvivenza fisica dell'edificio. Venne lasciato libero solo nel 1906, quando divenne un museo nazionale. Da allora è praticamente sotto costante restauro.
La maggior parte del Palazzo è oggi aperta al pubblico; ospita anche un grande centro congressi e gli archivi del dipartimento della Vaucluse.

## Descrizione
Il palazzo dei Papi costituisce il più esteso complesso di architettura gotica al mondo con i suoi 15000 m² di superficie. A parte le dimensioni, numerosi sono gli elementi architettonici degni di nota.

### Facciata ovest

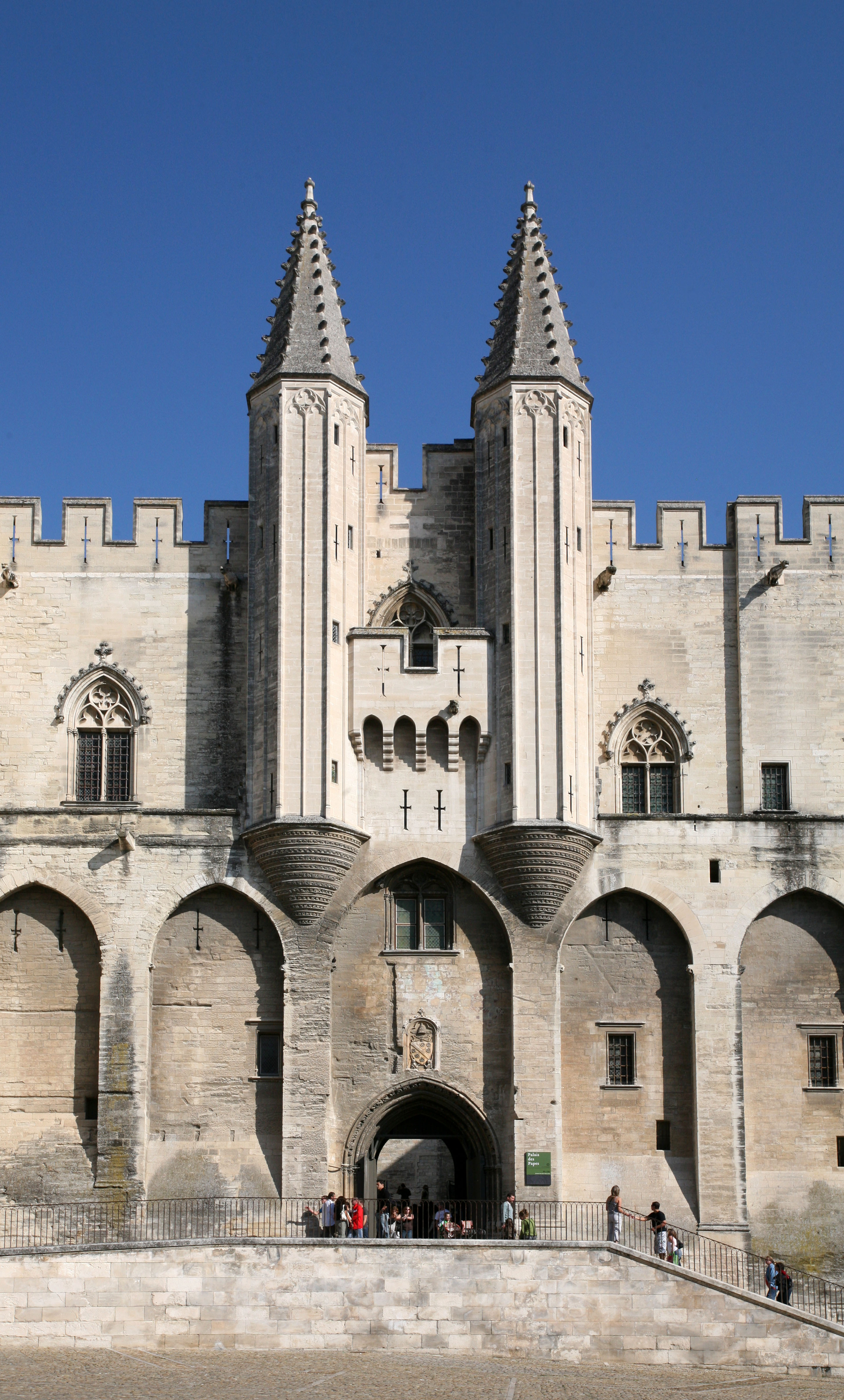
Facciata del palazzo nel 2008

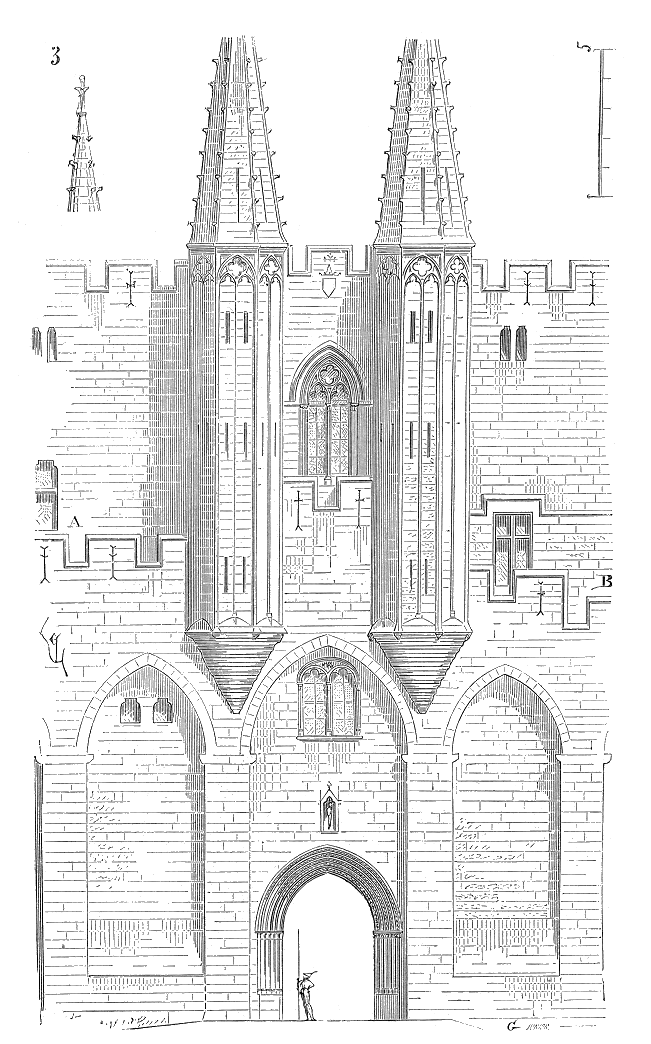
La porta principale del palazzo all'inizio del XIX secolo, disegno di Viollet-le-Duc

Il famoso architetto francese Eugène Viollet-le-Duc dedica numerosi passaggi al palazzo dei Papi nel suo Dictionnaire raisonné de l'architecture française du XI au XVI siècle. La porta principale è descritta nel tomo 9 come "affiancata da due autentiche torrette la cui posizione merita attenzione. La facciata si compone di una serie di archi perforati da piombatoie all'altezza di 15 m, con un cammino di ronda merlato, dietro al quale il muro si eleva fino alla soffitta con una seconda merlatura. Le due torrette della porta riposano su due pile degli archi che formano delle piombatoie e che sfruttano la proiezione del cammino di ronda per elevarsi fino alla merlatura superiore. Le torrette quindi affiancano i due cammini di ronda inferiori ed aggiungono un'ulteriore difesa alla porta. Le piramidi che sovrstano le torrette sono di pietra e decorate con ganci."
La parte superiore delle torrette è stata tagliata durante il XX secolo e ridotta la merlatura del cammino di ronda inferiore. La biblioteca di Avignone ospita disegni e quadri che riproducono l'antico aspetto della facciata ovest.

### Le torri

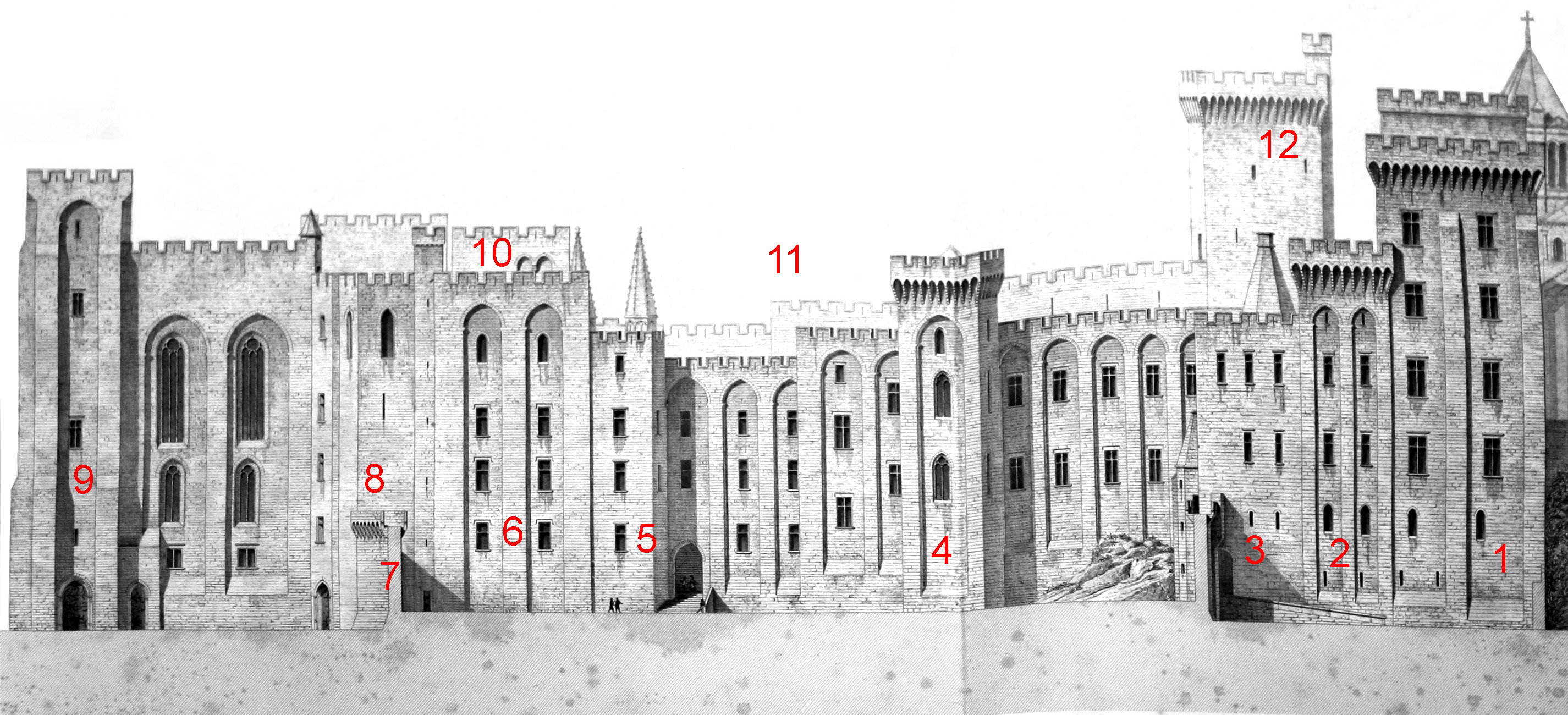
Le torri del Palazzo dei Papi:
1 - torre del Trouillas
2 - torre delle Latrine o della Ghiacciaia
3 - torre delle Cucine
4 - torre San Giovanni
5 - torre dello Studio
6 - torre degli Angeli o torre del papa
7 - torre du Jardin
8- torre del Guardaroba
9 - torre San Lorenzo
10 - torre de la Gache (dietro)
11 - torre d'angolo o dei Grandi Dignitari (sotto)
12 - torre della Campana

Il Palazzo dei Papi conta dodici torri:
- La torre del Trouillas ("grande pressa" in provenzale). Dongione del castello, occupa l'angolo nord-est del palazzo e possiede un tetto a terrazza. Misurava in origine 60 m, mentre oggi da 52,30 m di altezza. La torre conta un pian terreno e cinque piani. La sala bassa, comunica con il chiostro e, durante il pontificato di Clemente VI, vi venne incarcerato Cola di Rienzo per 13 mesi[61]. Lo spessore dei muri fino a 4,50 m conferma la sua funzione originaria di difesa; ai piani le stanze dei sergenti d'armi e di artiglieria[62].
- La torre delle Latrine (tour des Latrines), a sud e contigua alla torre del Trouillas, la torre delle Latrine o della Ghiacciaia. Vi erano due piani di latrine in corrispondenza alle due gallerie del chiostro. La loro fossa era irrigata dall'acqua piovana recuperata nel chiostro e si univa con la grande cloaca delle cucine prima di gettarsi nella Durançole ed il Rodano. Questa fossa ha servita come ghiacciaia all'epoca dei vice-legati ed il nome rimase dopo li massacro dell'ottobre 1791. In cima alla torre si trovava l'appartamenti del Capitano del Palazzo[62].
- La torre delle Cucine (tour des Cuisines), a nord-est del palazzo, adiacente alla torre delle Latrine. Il suo nome le deriva dalle antiche cucine.
- La torre San Giovanni (tour Saint-Jean). Sita sulla facciata est, è una piccola costruzione merlata a base quadrata. È anche chiamata "torre delle cappelle", poiché ospita la cappella di San Marziale riservata al papa e accessibile dal Gran Tinello, oltre alla più maestosa cappella di San Giovanni Battista riservata agli alti dignitari del Concistoro[63]. Le due cappelle furono affrescate con le vite dei santi da Matteo Giovannetti.
- La torre dello Studio (tour de l'Étude). Sulla facciata est, ospita appartamenti privati ed era la torre più vicina a quella di « Roma », oggi distrutta.
- La torre degli Angeli o torre del papa (tour des Anges) è a sud della facciata est. Ricoperta da un terrazzo circondato da un parapetto e con un castelletto in cima, fu inizialmente chiamata « grande torre » o « torre del tesoro. Si tratta di una delle meglio conservate del Palazzo. Ospitò la "stanza del papa" Benedetto XII, dipinta a tempera con rami fronzuti sui quali poggiano degli uccelli[64], ma anche la "libreria" e le stanze del "tesoro alto" e "tesoro basso"[65] ». Siccome era all'estremità sud del palazzo di Benedetto XII, la sua funzione primaria era senz'altro di difesa. L'ultimo piano della torre ospitava i sergenti d'arma della guardia di palazzo[66].
- La torre del Giardino (tour du Jardin) è, oggi, separata dal Palazzo, nel giardino ad est. Era ad est della scomparsa torre di Roma.
- La torre del Guardaroba (tour de la Garde-Robe) è parte del palazzo nuovo di Clemente VI, appena a sud della torre degli Angeli. La sala più bella è la "Camera del cervo", affrescata con scene di caccia e di pesca da pittori italo-francesi.
- La torre di San Lorenzo (tour Saint-Laurent). All'angolo della piazza della Mirande e di rue Peyrolerie, a sud-est del palazzo. Venne aggiunta da Innocenzo VI, costruita su sei livelli. Dedicata alla difesa del palazzo, ha conservato i ganci per le saracinesche[67]. In questa torre, i cardinali vestivano i loro abiti sacerdotali. Nei secoli XVII e XVIII, era il seggio del presidente della Sacra Rota[68].
- La torre de la Gache[71], sita a sud del palazzo. Dalla cima di questa torre veniva dato il segnale con una tromba, peravvisare gli avignonesi in caso di incendio o di allarme[72]. Nella sala del pianterreno avvenivano, ai tempi dei papi, le "piccole audienze", ossia dove venivano giudicate le "contraddizioni" apparse nei processi sulla validità o l'autenticità delle lettere apostoliche[73]. La sede di questo tribunale, legato alla Cancelleria, venne trasformata all'inizio del XVIII secolo in un arsenale e la volta venne ritinteggiata di grigio[74].
- La torre d'angolo o dei Grandi Dignitari prende questo nome perché sita nel prolungamento dell'ala dei Grandi Dignitari, all'angolo sud-ovest del palazzo nuovo.
- La torre delle Campane. Fa da pendant alla torre del Trouillas e proteggeva la facciata nord del palazzo. Vi alloggiava il Maître d'Hôtel del papa. Accedeva ai suoi appartamenti dalla galleria alta del chiostro, la quale era stata decorata a tempera da Matteo Giovannetti[75].

### Sale principali
| Sale                                                    | superficie (m2) |
| Sala delle Guardie (Salle des Gardes)                   | 170             |
| Camera del tesoriere (Chambre du Trésorier)             | 170             |
| Cubicolario (Cubiculaire)                               | 230             |
| Gran Tinello (Grand Tinel)                              | 480             |
| Sala del Conclave (Salle du Conclave)                   | 72              |
| Panetteria – Bottiglieria (Paneterie - Bouteillerie)    | 350             |
| Grande Cantina Benedetto XII (Grand Cellier Benoit XII) | 350             |
| Grande Udienza (Grande audience)                        | 820             |
| Galleria del Chiostro (Galerie du Cloître)              | 100             |

#### La sala delle Guardie
La cosiddetta "sala delle Guardie" è situata nell'"ala dei Gran Dignitari". La stanza misura 17 × 10 m e si compone di due campate diseguali a volta a crociera. Al di sopra di questa sala, si trova la camera del Tesoriere, dal soffitto molto alto, possiede diverse porte.

#### Cubicolario
La stanza detta del Cubicolario è una delle più belle stanze del Palazzo. Corrisponde agli appartamenti del cubicolario del papa, Bernard de Saint-Étienne. È situata dietro le due torrette della facciata principale, dove affaccia con una finestra al di sopra della porte des Champeaux, l'entrata principale del palazzo. Il Cubicolario misura 9,80 metri per 7,40.

#### L'ala del Conclave
L'ala del Conclave include la "sala del Conclave" che un tempo costituiva l'appartamento degli ospiti del Palazzo. Vi soggiornarono l'imperatore Carlo IV, il re Giovanni il Buono, Pietro IV di Aragona, Luigi II di Borbone, i duchi di Orléans, di Berry, di Borgogna.

#### Il Grande Tinello
Il Grande Tinello è l'antico refettorio e sala dei festini del palazzo. Ha dimensioni imponenti, con un soffitto altissimo e lungo 48 m per 10 m di largo. Vi si svolgevano i banchetti, ma anche i conclavi. Nel XVI secolo, la sua pannellatura era rivestita di tessuto blu punteggiato di stelle che rappresentava la volta celeste.

#### La Panetteria
Nel piano inferiore rispetto alla Sala del Conclave si trova la Paneterie, una grande sala un tempo suddivisa in sei stanze più piccole, utilizzata all'epoca per l'intendenza e la preparazione dei pasti per la corte (bisogna pensare che erano confezionati oltre 300 pasti al giorno) e per l'approvvigionamento dei pasti per i poveri (vi era una distribuzione di pane e vino a 800 poveri ogni giorno, oltre all'acquisto di abiti, lenzuola e grano da parte dell'elemosiniere).

#### Grande Cantina Benedetto XII
Ancora sotto rispetto alla Panetteria, al livello più basso, si trovava la Grande Cantina (o Grand Cellier Benoît XII), un'antica cantina scavata nella roccia nel 1337. Per accedervi, bisognava passare attraverso la Galleria del Chiostro.

#### Grande Udienza
La sala della "Grande Udienza", nota dal 1336 anche come "Tribunale della Rota", capolavoro di Jean du Louvres, detto de Loubières, è lunga 52 metri per 16,80 metri di larghezza e 11 m di altezza. Si colloca sul lato opposto dell'ala del conclave rispetto alla Porte des Champeaux. Alla morte di Clemente VI, Matteo Giovanetti dipinse una serie notevole di affreschi raffiguranti il Giudizio Universale sulla parete nord della campata orientale, su due volte e su metà della parete est. Furono distrutti dai militari nel 1822.

## Galleria d'immagini

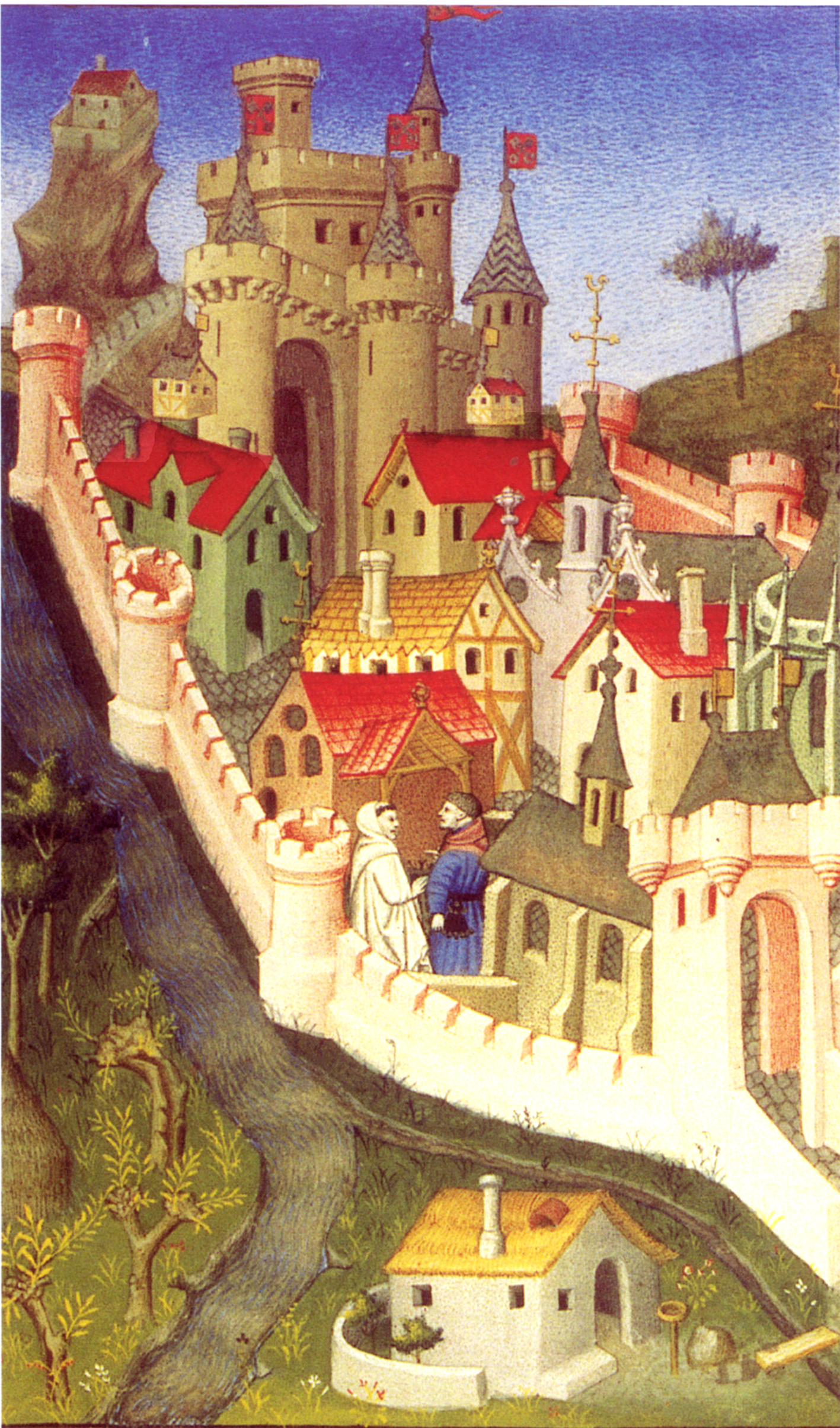
Il Palazzo in una miniatura (inizio XV secolo)
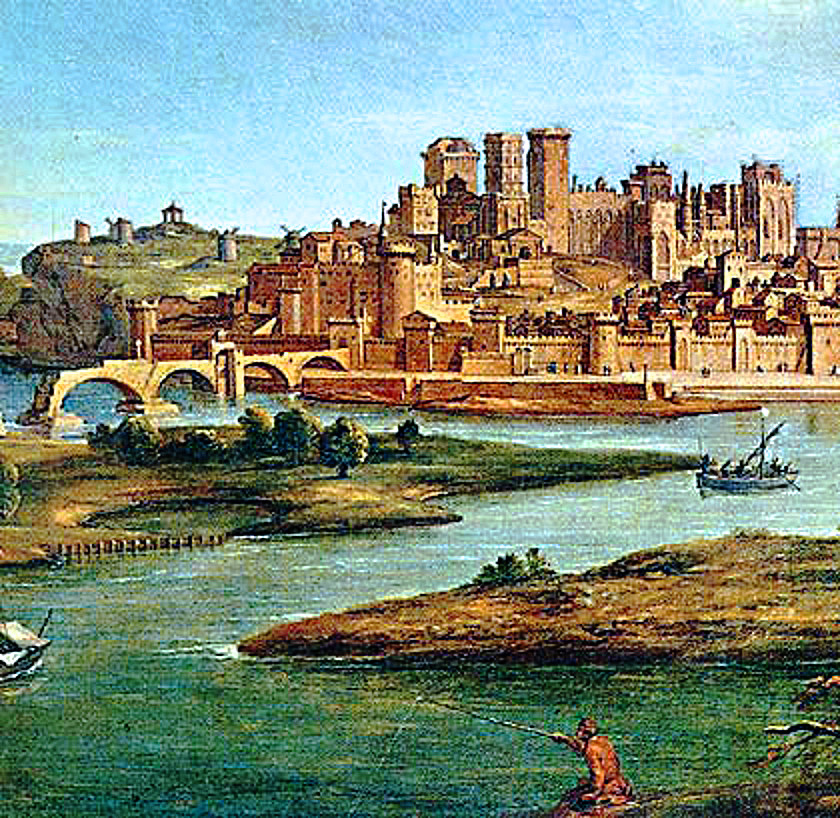
Il Palazzo in un dipinto (XVIII secolo)
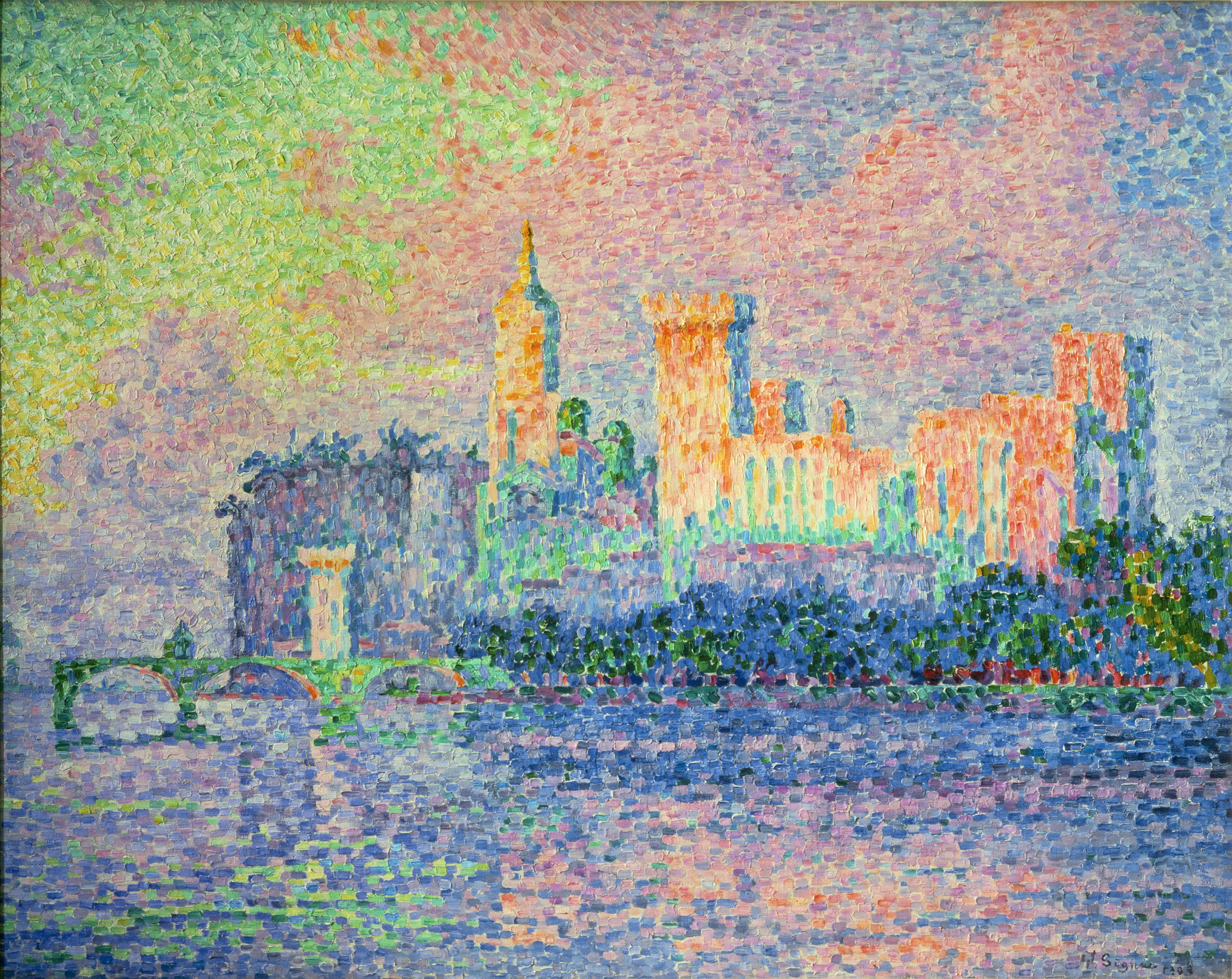
Il Palazzo dei papi (Paul Signac 1900)
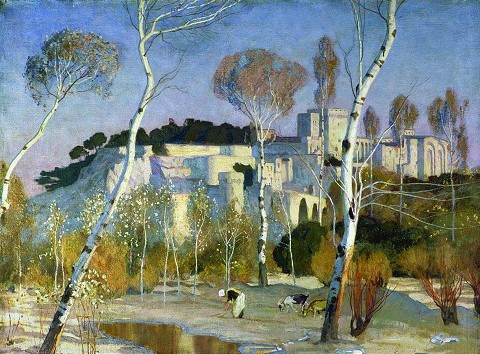
Il Palazzo dei papi ad Avignone di Adrian Stokes